# Sesuvium crithmoides
Sesuvium crithmoides är en isörtsväxtart som beskrevs av Friedrich Welwitsch. Sesuvium crithmoides ingår i släktet Sesuvium och familjen isörtsväxter. Inga underarter finns listade i Catalogue of Life.